# 6385 Martindavid
6385 Martindavid è un asteroide della fascia principale. Scoperto nel 1989, presenta un'orbita caratterizzata da un semiasse maggiore pari a 3,1495796 UA e da un'eccentricità di 0,1201602, inclinata di 5,67199° rispetto all'eclittica.
•È dedicato a Martin Alois David (1757-1836) direttore dell'Osservatorio di Praga.